# Oláhcsesztve

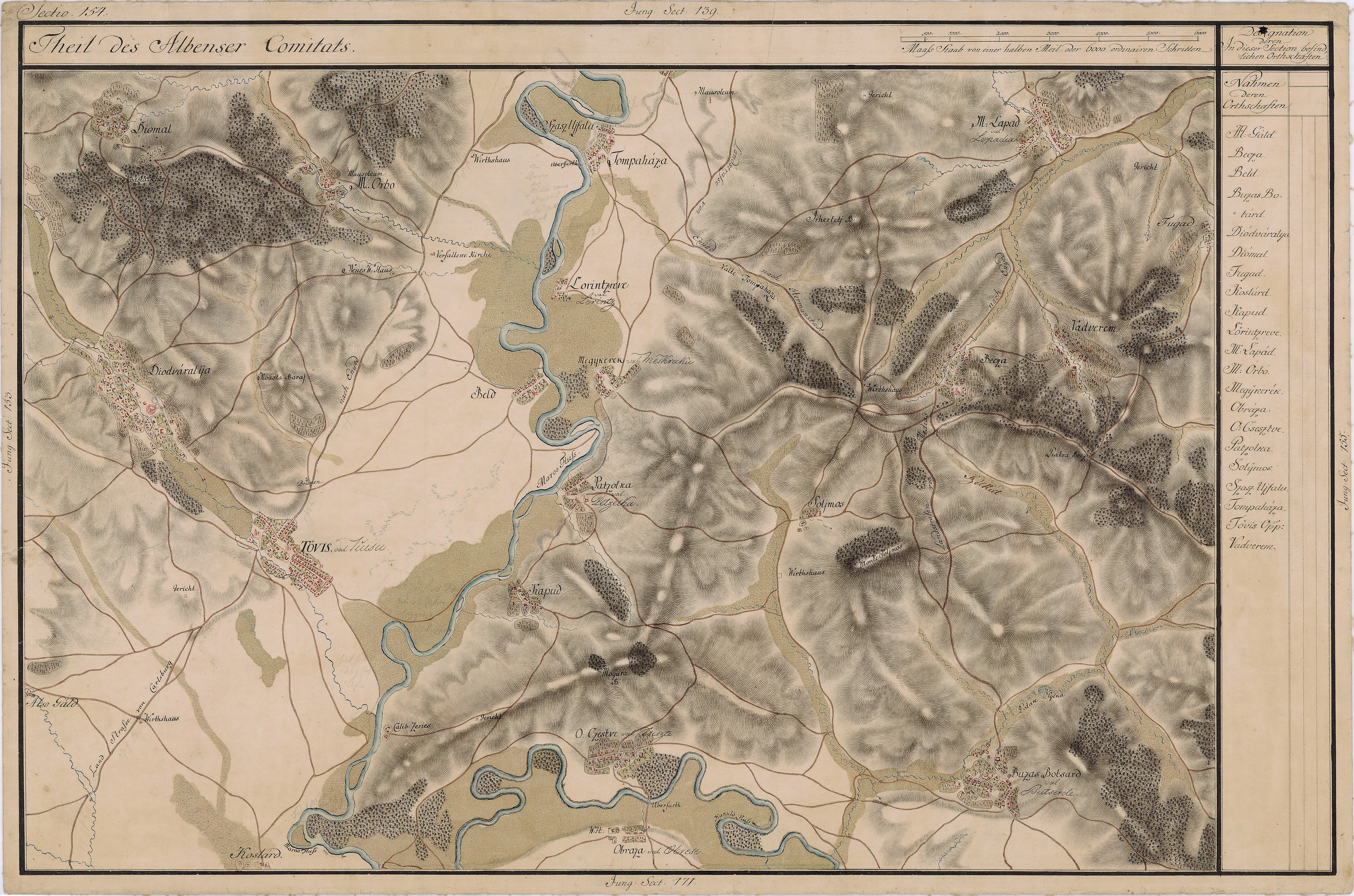
Oláhcsesztve környéke 1770 körül

Oláhcsesztve (románul: Cistei, korábban Cisteiul Român, németül: Thalmühl) falu Romániában, Erdélyben, Fehér megyében.

## Fekvése
Tövistől 9 km-re kelet–délkeletre, a Küküllő jobb partján fekszik.

## Nevének eredete
Szláv eredetű személynévből származik. 1453-ban Wolah Chesthwe, 1461-ben Cesthwe, 1601-ben (?) olah Chyezue néven említették. 1839-ben román neve Csisztey-rumunyeszk volt.

## Története
A 15–16. században román falu volt a diódi váruradalomban. Hunyadi János 1453-ban egy Sztojka nevű nemesnek adományozta. A 18. század második felében az Esterházyaknak volt benne kúriájuk. Fehér, majd Alsófehér vármegyéhez tartozott.

## Népessége
- 1850-ben 561 lakosából 553 volt román és 8 cigány nemzetiségű; valamennyien görögkatolikusok.
- 2002-ben 638 lakosából 619 volt román és 19 cigány nemzetiségű; 593 ortodox és 44 görögkatolikus vallású.